# اولیوهرست (کالیفرنیا)
اولیوهرست (به انگلیسی: Olivehurst) یک منطقهٔ مسکونی در ایالات متحده آمریکا است که در شهرستان یوبا، کالیفرنیا واقع شده‌است. اولیوهرست ۱۹٫۳۵۴ کیلومتر مربع مساحت و ۱۳٬۶۵۶ نفر جمعیت دارد و ۲۰ متر بالاتر از سطح دریا واقع شده‌است.